# Ogdoconta altura
Ogdoconta altura är en fjärilsart som beskrevs av Barnes. Ogdoconta altura ingår i släktet Ogdoconta och familjen nattflyn. Inga underarter finns listade i Catalogue of Life.